# عملات يورو كرواتية
عملات اليورو الكرواتية هي مجموعة من عملات اليورو تُسك حاليًا بواسطة دار سك العملة الكرواتية منذ يوليو 2022. وهي عملات اليورو الرسمية ذات الشعار الوطني لكرواتيا.
طُرح اليورو كبديل للكونا الكرواتية في الأول من يناير 2023. استمر تداول الكونا واليورو بشكل مزدوج حتى 14 يناير 2023، وذلك لدعم الانتقال التدريجي إلى اليورو. عُرضت الأسعار بكلتا العملتين من 5 سبتمبر 2022 إلى 31 ديسمبر 2023. أصبحت عملات اليورو المعدنية متاحة للشراء في 1 ديسمبر 2022. تبلغ تكلفة كل عبوة 100 كونا (13.28 يورو).
يُمكن استبدال عملات الكونا المتبقية في جميع البنوك ومكاتب البريد الكرواتي والوكالة المالية الكرواتية (فينا) حتى 31 ديسمبر 2023. ومنذ ذلك الحين، استمر البنك الوطني الكرواتي (HNB) وحده في إجراء عمليات الاستبدال. يُمكن استبدال أوراق الكونا النقدية لأجل غير مُسمى، بينما استبدال عملات الكونا المعدنية حتى 31 ديسمبر 2025.
اعتبارًا من أكتوبر 2022، كان هناك ما يقرب من 420 مليون عملة يورو سُكت بالشعار الوطني الكرواتي.

## تاريخ
في 21 يوليو 2021، صرح رئيس وزراء كرواتيا أندريه بلينكوفيتش أن العلامات الوطنية المميزة على عملات اليورو الكرواتية ستكون رقعة الشطرنج الكرواتية، خريطة كرواتيا، حيوان الدلق، نيكولا تيسلا، والخط الجلاغوليتي.
قدمت حكومة كرواتيا في 4 فبراير 2022، تصاميم الوجه الوطني لعملات اليورو الكرواتية المستقبلية، التي اختيرت في مسابقة مفتوحة أجراها مجلس البنك الوطني الكرواتي. بالنسبة لعملة 2 يورو، اختير تصميم يحمل خريطة كرواتيا الجغرافية من تصميم المصمم إيفان سيفاك. يستخدم نقش الحافة كلمات من مسرحية إيفان غوندوليتش الريفية "دوبرافكا" التي تعود إلى عام 1628. يحمل تصميم عملة 1 يورو، صورة حيوان الدلق (kuna. باللغة الكرواتية) يقف على فرع، وهو الحيوان الذي سميت العملة الكرواتية باسمه في ذلك الوقت، اختير من قِبل المصمم ستيبان برانجكوفيتش. بالنسبة لعملات 10 سنت، 20 سنتًا و50 سنتًا، اختير تصميم مع نيكولا تيسلا، الذي ولد في سميلجان (كرواتيا الحالية، الإمبراطورية النمساوية آنذاك)، من قِبل المصمم إيفان دوماجوي راتشيك. وأخيرًا، بالنسبة لعملات 1 سنت، 2 سنت و5 سنت، اختير تصميم بأحرف مربوطة برباط Ⱈ (H) وⰓ (R) بخط غلاغوليتيك من قِبل المصممة مايا سكريبيلج. تلقى كل مؤلف 70.000 كونا كرواتية (حوالي 9300 يورو) لتصميمه المختار.
بعد أن ظهرت شكوك عبر الإنترنت بأن تصميم عملة 1 اليورو استخدم صورة غير مرخصة لحيوان ابن عرس على فرع التقطها المصور الاسكتلندي إيان ليتش، سحب مصمم عملة 1 اليورو، ستيبان برانجكوفيتش، تصميمه في 7 فبراير. في 8 فبراير، أعلن البنك الوطني الكرواتي أنه سيعقد مسابقة جديدة لتصميم عملة كرواتية بقيمة 1 يورو تحمل صورة ابن عرس.
في 4 مايو 2022، وخلال الدورة 15 للمجلس الوطني لإدخال اليورو، عُرض تصميم العملة المعدنية الجديدة لفئة 1 يورو على الجمهور. يُصور التصميم المختار حيوان الدلق على خلفية رقعة شطرنج، من تصميم الفنانين ياغور شوندي، ديفيد تشيميلييتش وفران زيكان. وافق مجلس الاتحاد الأوروبي على هذا التصميم الجديد في 20 أبريل.
في 18 يوليو 2022، بدأت دار سك العملة الكرواتية رسميًا إنتاج عملات اليورو التي تحمل الشعار الوطني الكرواتي. وكان من المقرر أن يعمل العمال في ثلاث نوبات عمل حتى نهاية عام 2022.
في 1 سبتمبر 2022، بدأ توزيع الأوراق النقدية باليورو على جميع البنوك في كرواتيا.
بدأ في الأول من أكتوبر 2022 توزيع عملات اليورو الجديدة على جميع البنوك في كرواتيا.
في 20 أكتوبر 2022، اعتمد المجلس التنفيذي للبنك المركزي الأوروبي قرارًا بشأن تطبيق الاحتياطيات الدنيا من قِبل البنك المركزي الأوروبي بعد إدخال اليورو في كرواتيا في 1 يناير 2023.
من 15 ديسمبر 2022 إلى 15 يناير 2023، لم تكن هناك رسوم على عمليات سحب النقود من أجهزة الصراف الآلي لعملاء البنوك الأخرى.
الفترة الانتقالية لفرض الحد الأدنى من المتطلبات على المؤسسات الموجودة في كرواتيا من 1 يناير إلى 7 فبراير 2023. كان بإمكان المؤسسات الموجودة في بلدان أخرى في منطقة اليورو أن تقرر خصم أي التزامات مستحقة للمؤسسات الموجودة في كرواتيا من قاعدة احتياطيها لفترات الصيانة من 21 ديسمبر 2022 إلى 7 فبراير 2023 ومن 8 فبراير إلى 21 مارس 2023.
كان للذين يمتلكون الكونا واليورو في مؤسسات الائتمان، الاتحادات، مؤسسات الدفع ومؤسسات الأموال الإلكترونية قبل يوم إدخال اليورو الحق، حتى نهاية فبراير 2023، في إغلاق حساب واحد أو أكثر من حساباتهم وتحويل الأموال المسجلة في تلك الحسابات إلى حساباتهم إلى الحسابات التي يختارونها في نفس المؤسسة، مجانًا.
اعتبارًا من 1 أبريل 2023، توقف البنك الوطني الكرواتي عن تحديد هيكل الفئة لصرف الأوراق النقدية باليورو في أجهزة الصراف الآلي.
حتى نهاية شهر يونيو 2023، كان على جميع البنوك إعادة مبالغها باليورو إلى أولئك الذين لديهم أوراق دفع مذكورة بالكونا.

## تصميم

### سلسلة المدن الكرواتية
| السنة | الرقم | التصميم  |
| ----- | ----- | -------- |
| 2024  | 1     | فاراجدين |

| سنة  | رقم | تصميم    |
| ---- | --- | -------- |
| 2024 | 1   | فارازدين |

## تأثير
قدرت وزارة المالية الكرواتية تكلفة التحول من الكونا إلى اليورو بنحو ملياري كونا. تشير تحليلات الحكومة إلى أن معظم التكلفة ستُعزى إلى خسارة النظام المصرفي لأعمال التحويل، مما يتوقع أن يؤدي إلى ارتفاع في الرسوم المصرفية الأخرى. وهناك احتمال لارتفاع عام في الأسعار بالنسبة للمستهلكين، مع مخاطر تحويل العملات العامة المتزامنة بالنسبة لمعظم المدينين.

## الترويج لليورو في كرواتيا
طوال شهر أكتوبر، أقيمت أربعة أيام لليورو، أولها في أوسييك في 8 أكتوبر 2022. وأقيمت الأيام الثلاثة الأخرى لليورو في رييكا، سبليت وزغرب، الهدف من كل ذلك الترويج لدخول كرواتيا القادم إلى منطقة اليورو وتثقيف السكان المحليين حول اليورو.
جَدول الغرفة الاقتصادية الكرواتية (HGK) والبنك الوطني الكرواتي تعليم هجين عبر الإنترنت في 12 أكتوبر 2022 بهدف تقديم معلومات أساسية حول اليورو وتصميمات العملات الجديدة.
أُقيمت حملة ترويجية أخرى لليورو في كرواتيا تحت عنوان "اليورو على عجلات" في 27 مدينة في كرواتيا من 19 أكتوبر حتى 17 ديسمبر 2022، وكانت الأولى في فوكوفار. وقُدرت تكلفة الحملة بنحو 24 مليون كونا كرواتية (3.2 مليون يورو).

## الجدل
في 21 يوليو 2021، اختير نيكولا تيسلا ليُدرج في قائمة اليورو بحصوله على ما يقارب 2600 صوت. أدى ذلك إلى معارضة من البنك الوطني الصربي نظرًا لأصله الصربي، مع أنه وُلد في كرواتيا الحالية. علق رئيس الوزراء بلينكوفيتش قائلاً: "لو كنت رئيسًا للبنك الوطني الصربي، لقلت: أحسنت." اقترح رئيس كرواتيا زوران ميلانوفيتش حلاً: "عندما تنضم صربيا إلى منطقة اليورو، فليرشحوا تيسلا [كرمز وطني لعملة اليورو] أيضًا. الجميع راضون."
أشاد بوريس ميلوسيفيتش، أحد نواب رئيس وزراء كرواتيا آنذاك وأحد أفراد الأقلية الصربية في البلاد، بهذه الخطوة، واصفًا تيسلا بأنه "الرمز الذي يربطنا (الصرب والكروات) بالعالم أجمع. صوّت مواطنو كرواتيا لصربي من كرواتيا، فخور بشعبه ووطنه، حافظ دائمًا على وفائه لثقافته- ثقافة كرايينا وبريتشاني النموذجية- والآن سيُطبع اسمه على عملة اليورو الكرواتية كأحد الرموز المميزة لجمهورية كرواتيا."
قدمت الحكومة الكرواتية في 4 فبراير 2022، تصاميم جديدة لليورو تحمل شعارات وطنية كرواتية، بما في ذلك صورة نيكولا تيسلا على العملات المعدنية من فئة 10، 20 و50 سنتًا. أدى ذلك إلى موجة معارضة أخرى من وسائل الإعلام الصربية.

## روابط خارجية
- كتالوج عملات اليورو الكرواتية
- يورو اتش ار